# 加纳核能
加纳计划建设核电厂，并有一座研究用途的核反应堆在役。
加纳原子能委员会在国际原子能机构帮助下，调研核能的利用， 作为撒哈拉以南非洲能源可持续发展庞大计划的一部分。加纳有一所核与相关科学研究生院（Graduate School of Nuclear and Allied Sciences）培训核科学在农业、医疗、研究领域应用的本科生与研究生。
加纳政府规划在2018年启动一座核电厂的建设。
加纳微堆是中国原子能科学研究院1995年设计建成的一座高浓铀微型中子源反应堆。2014年正式开始实施加纳微堆低浓化改造项目，国际原子能机构协调。2017年6月完成加纳微堆低浓铀燃料出口，2017年7月现场实现临界，2017年8月达到满功率运行。